# Pol Swings
Pol F. Swings (ur. 24 września 1906 w Ransart, zm. 28 października 1983 w Esneux) – astrofizyk belgijski.

## Życiorys
Studiował na Uniwersytecie w Liège. Na tym samym uniwersytecie obronił doktorat w 1931 (na podstawie danych zebranych w Warszawie pod okiem prof. Stefana Pieńkowskiego) i był tam profesorem w latach 1932–1975. Był też profesorem wizytującym na University of Chicago (w latach 1939–1943 i 1946–1952).
Zajmował się zastosowaniem metod spektroskopowych do identyfikacji pierwiastków obecnych w obiektach astronomicznych, zwłaszcza kometach.
W latach 1952–1958 był wiceprezydentem, a w 1964–1967 prezydentem Międzynarodowej Unii Astronomicznej.
W 1958 roku przyznano mu nagrodę Prix Jules-Janssen.
Był doktorem honoris causa Aix-Marseille Université (1958), Université de Bordeaux (1963), Uniwersytetu Karola w Pradze (1967), York University w Toronto (1969) oraz Uniwersytetu Mikołaja Kopernika (1973). Był doradcą naukowym króla Belgii.
Planetoida (1637) Swings została nazwana jego imieniem.